# 岐阜県農業技術センター
岐阜県農業技術センター（ぎふけんのうぎょうぎじゅつセンター）とは、岐阜県岐阜市にある、岐阜県が設置する公設試験研究機関である。
岐阜県病害虫防除所を併置する。

## 概要
岐阜県の農業に関する総合的な研究開発の拠点である。地域要望の強い課題の研究開発と技術支援の積極的な展開、研究成果の効率的な普及を行っている。
用地面積は111,891㎡。内訳は、水田40,975㎡、畑25,030 ㎡。果樹園14,232 ㎡、温室・ハウス：3,898 ㎡、建物・その他（うち本館）27,756（3,232）㎡となっている。
岐阜県ブランドとして、水稲の「ハツシモ岐阜SL」、カキの「ねおスイート」、イチゴの「華かがり」、フランネルフラワー「フェアリームーン」等の新品種育成をした。

## 組織構成
- 作物部
- 花き部
- 野菜部
- 果樹・農産物利用部
- 土壌化学部
- 病理昆虫部

## 沿革
岐阜県農業技術センターは2001年（平成13年）に創立100周年を迎えている。ここではそれ以前についても記述する。
- 1875年（明治8年） - 岐阜町京町（現・岐阜市京町）に植物試験場を設立。
- 1878年（明治11年） - 岐阜県農事講習場を併設。
- 1880年（明治13年） - 岐阜県農事講習場が農学校に改称。植物試験場は農学校の試作事業として存続。
- 1884年（明治17年） - 農学校の試作事業を中断。
- 1895年（明治28年） - 岐阜県農事会により山県郡粟野村（現・岐阜市）に小試験場を設立。
- 1896年（明治29年） - 岐阜市京町[2]に移転。
- 1901年（明治34年） - 小試験場が岐阜県農事会から岐阜県に移管。岐阜県農事試験場として設立。
- 1904年（明治37年） - 稲葉郡加納町（現・岐阜市）に移転。
- 1915年（大正4年） - 大野郡高山町（現・高山市）に飛騨農事委託試験地を設置。
- 1922年（大正11年） - 吉城郡古川町（現・飛騨市）に岐阜県農事試験場分場を設置。 飛騨農事委託試験地を廃止。
- 1923年（大正12年） -稲葉郡加納町、羽島郡江吉良村（現・羽島市）に経済農場を設置。
- 1925年（大正14年） - 岐阜県農事試験場が本巣郡七郷村（現在地）に移転。加納町、江吉良村の経済農場を廃止。
- 1931年（昭和6年） - 可児郡豊岡町（現・多治見市）に東濃蔬菜試験地を設置。
- 1932年（昭和7年） - 海津郡石津村（現・海津市）に西濃蔬菜試験地、恵那郡中津町（現・中津川市）に東濃原種圃園芸試験地を設置。
- 1935年（昭和10年） - 安八郡仁木村（現・安八郡輪之内町）に仁木園芸試験地、土岐郡多治見町（現・多治見市）に多治見園芸試験地、吉城郡阿曽布村（現・飛騨市）に大豆原種園を設置。
- 1936年（昭和11年） -
  - 岐阜県農事試験場分場が岐阜県農事試験場飛騨分場に改称。
  - 恵那郡中津町駒場（現・中津川市）に岐阜県農事試験場東濃分場を設立。
- 1941年（昭和16年） - 海津郡今尾町（現・海津市）に南濃原種園を設置。
- 1945年（昭和20年） - 空襲により岐阜県農事試験場の建物が焼失。
- 1948年（昭和23年） - 岐阜県農事試験場の建物が復旧。
- 1957年（昭和32年） - 岐阜県農事試験場が岐阜県農業試験場に改称。
- 1960年（昭和35年） - 東濃分場が岐阜県農業センターに昇格。
- 1962年（昭和37年） - 海津郡海津町（現・海津市）に南濃試験地（主にトマトに関する試験地）を設置。
- 1963年（昭和38年） - 南濃原種園を廃止[3]。
- 1966年（昭和41年） - 飛騨分場が岐阜県高冷地農業試験場に昇格。
- 1968年（昭和43年） - 揖斐郡池田町に池田試験地（茶に関する試験地）を設置。
- 1970年（昭和45年） - 現在の庁舎が完成。
- 1982年（昭和57年） - 岐阜県病害虫防除所を併置する。
- 1983年（昭和58年） - 加茂郡白川町に白川茶現地試験地を設置。
- 1986年（昭和61年） - 岐阜県農業総合研究センターに改称。
- 1996年（平成8年） - 白川茶現地試験地を廃止。
- 1999年（平成11年） -  岐阜県農業技術研究所に改称
- 2006年（平成18年） -  岐阜県農業技術センターに改称
- 2010年（平成22年） -  岐阜県生物工学研究所[4]の廃止に伴い、岐阜県農業技術センターに生物機能研究部を設置。
- 2013年（平成25年） -  南濃試験地[5]を廃止
- 2016年（平成28年） -  環境部、生物機能研究部を改組し、土壌化学部、病理昆虫部を設置。
- 2018年（平成30年） -  池田試験地[6]を廃止。野菜・果樹部を改組し、野菜部、果樹・農産物利用部を設置。

## 岐阜県病害虫防除所

### 概要
- 病害虫の発生予察、適切な防除指導、農薬の安全使用対策を行っている。
- 本所は岐阜県農業技術センター内にある。高山市の飛騨総合庁舎内に飛騨支所がある。

### 沿革
- 1948年（昭和23年） - 農業試験場に県予察員を、県事務所、農業試験場分場などに観察所を設け観察員を置き、病害虫発生予察事業を開始。
- 1952年（昭和27年） - 観察所を廃止。県内15ヶ所に病害虫防除所を設置。
- 1971年（昭和46年） - 統廃合し、13ヶ所となる。
- 1973年（昭和48年） - 統廃合し、5ヶ所となる。
- 1982年（昭和57年） - 統合により、病害虫防除所は本所の1ヶ所（本所）のみとし、岐阜県農業試験場庁舎内に設置する。美濃加茂市、恵那市、高山市に支所を設置。
- 2007年（平成19年） - 美濃加茂市、恵那市の支所を廃止。

## 住所
- 岐阜県岐阜市又丸729-1

## 交通アクセス
- 岐阜バス大野忠節線、モレラ忠節線「又丸西」バス停より徒歩約7分。
  - 岐阜駅（JR岐阜駅バスターミナル）より「C34　北方バスターミナル」「C35	パレットピアおおの」「C39　大野バスセンター」「C30	大野バスセンター」「C36　モレラ岐阜」行き。

## 育成品種
柿
- ねおスイート

イチゴ
- 濃姫 - 1997年度
- 美濃娘 - 2006年度
- 華かがり - 2017年度

花卉
ローダンセマム
- クレールチェリー
- クレールルージュ
- クレールピーチ
- クレールローズ

フランネルフラワー
- ファンシーマリエ
- フェアリームーン
- ぽてこ
- フェアリーホワイト
- エンジェルスター

キンセンカ
- レモンスフレ
- オレンジパンナコッタ
- レモンパンナコッタ

水稲
- ハツシモ岐阜SL